# 日本海寒帯気団収束帯

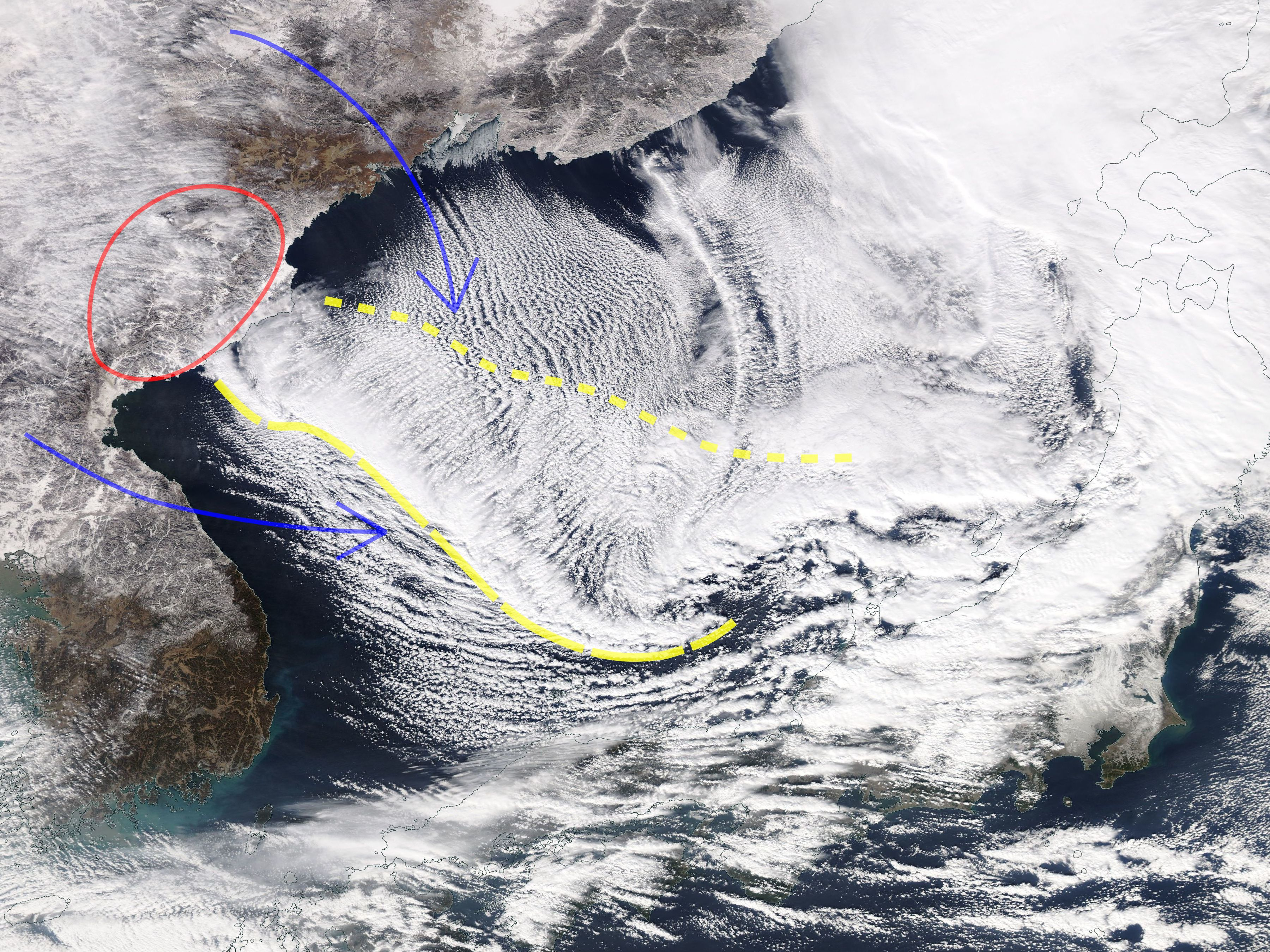
日本海の西半分にはっきりとした筋状雲が現れた衛星画像。長白山脈（赤）の風下では左右で筋状雲の方向が異なる。両者が収束する黄色の破線と点線の間は帯状対流雲となり、その南縁（黄色破線沿い）には濃密なJPCZの雲の帯がある。

日本海寒帯気団収束帯（にほんかいかんたいきだんしゅうそくたい、Japan sea Polar air mass Convergence Zone：JPCZ）とは、冬季に日本海で形成される、長さ1,000km程度にわたる気団の収束帯のことである。また、名称そのものは1988年当時の東京大学海洋研究所の浅井冨雄技官（のちの海洋研究所 所長）が論文で発表した。しかし、名称が長く難しいため、一部のメディアにおいて線状降雪帯（せんじょうこうせつたい）と通称で言い換えることもある。

## 概要
冬の日本海では、暖流である対馬海流などの影響で比較的暖かい海水の上を、寒気団の冷たい風が通り抜けることで、背の低い雪雲（乱層雲）ができる。本来であれば、雲の高さは2,000mから3,000m程度である。また、気象衛星の雲画像でも分かるように、雪雲は筋状に何十本も平行に並ぶ（筋状収束雲）。しかし時に、この筋が平行ではなく、一定のラインで衝突することがある。これが日本海寒帯気団収束帯（JPCZ）である。
原因としては、朝鮮半島北部にそびえる白頭山やその周囲の長白山脈の影響が指摘されている。最高で2,700mを超える高い山により、寒気の気流（蛇行した偏西風）が強制的に二分され、再び合流するときに収束する。雲の高さと山の高さがほぼ同じであるため、上空の雲で見えなくなるようなことがなく、人工衛星からの雲画像でもはっきりと写る。実際、JPCZは白頭山付近から南東に伸びるように位置することが多い。
JPCZのライン上では、しばしば小さな台風のような渦（カルマン渦、擾乱）が発生する。これに伴って小さな低気圧が発生し、その中心では積乱雲が発達して雷や雹といった激しい天候になることがある。また、JPCZは主に日本海側の雪に影響を及ぼすが、日本列島を越えて太平洋側にまで伸びることもある。

## 影響を受けやすい地域
福井県嶺南〜嶺北地方や岐阜県西部山沿い、滋賀県北部、兵庫県北部、京都府北部、鳥取県全域、島根県東部、山口県北部、長野県北部、福島県会津地方、山形県全域がこれに該当するが、偏西風の蛇行次第によっては青森県内陸部（主に青森市や弘前市、酸ヶ湯など）や秋田県内陸部（主に県中央部以南）、岩手県内陸部（主に八幡平や雫石町、西和賀町など）、群馬県北部、長野県東部、愛知県北部、広島県北部、福岡県北部もJPCZの影響を受けることがある。
JPCZの上陸地点は気圧配置に対応して東西に移動するため決まった位置というものは無く、東北南部から山陰までの広い範囲に影響を及ぼしうる。特に福井県嶺南（若狭湾周辺）への上陸頻度が最も高く、次いで兵庫県北部から京都府北部（丹後半島周辺）、福井県嶺北地方も頻度が高い。
寒気が非常に強く、偏西風が南方へ大きく蛇行した場合は岐阜県西部平野部、愛知県西部・三重県北部・京都府南部等の太平洋側にも風上の山地を超えてJPCZが流入することがあり、名古屋市や岐阜市、四日市市、京都市等で大雪が降る際の典型的な気象条件として挙げられる。
また、関ケ原町や米原市に大雪を降らせて東海道新幹線の運行に影響を及ぼす原因もJPCZの流入であるといわれている。

## 大雪をもたらした事例
日本海寒帯気団収束帯は過去に北陸西部、山陰に加え、東海地方や近畿地方の都市部に何度も大雪をもたらしており、これらの地域での主要な大雪の原因となっている（特に断りが無い場合、地名の後の数字は積雪を示す（単位：cm）。太字は観測史上最大、太字&斜字は最大積雪の世界記録）。

### 1930年代以前
- 1916年12月28日：名古屋17　岐阜30　津14　京都22　大阪6　神戸9　広島13　松山1
- 1918年1月（大正7年豪雪）：伏木148（7日）　金沢133　境61（8日）　彦根93　福井170　新潟66（9日）
- 1922年1月21日：名古屋25　岐阜47　彦根80　八丈島3
- 1923年1月3日：名古屋24　彦根71　浜松1　八丈島2
- 1926年12月25日 - 26日：京都20　神戸1　彦根47　広島11　浜田25　境60
- 1927年2月（昭和2年豪雪）：高田375（9日）　金沢167　福井209　境65（12日）　伏木159　敦賀127（13日）　伊吹山1182（14日）[5]
- 1934年1月26日 - 27日：福井162　境88　豊岡157
- 1936年
  - 1月31日 - 2月1日：岐阜58　八丈島2　大阪10　豊岡162
  - 2月3日 - 5日：豊岡186　京都32　彦根83　敦賀124　輪島54

### 1940年代
- 1940年1月：輪島71（25日）　境56　米子45（26日）　金沢180　福井191（27日）　敦賀127　西郷88（28日）　高田261　富山208　彦根59　豊岡88（30日）　伏木182（31日）
- 1945年
  - 1月 - 2月：輪島110　相川52　新潟103（1月18日 - 19日）　浜田38（2月4日）　豊岡159　伏木140（2月5日）　彦根65（2月6日）　高田377　富山165　金沢130（2月26日）
  - 12月19日：名古屋49　岐阜53　浜松3　御前崎0　彦根57　豊岡65　鳥取60。釧路で12月18日に最低海面気圧 957.7hPa（観測史上2位）を記録している
- 1947年2月：名古屋23　岐阜27（3日）　富山110（17日）　松江58（18日）　西郷52（19日）　金沢143　豊岡117（20日）　敦賀138　境70　米子53（21日）　輪島60　福井149　鳥取129（22日）

### 1950年代
- 1954年1月26日：京都41　奈良5　松江35　米子58
- 1957年3月14日 - 15日：京都18　神戸1　浜田14　萩7

### 1960年代
- 1962年1月：京都15　広島10　呉2（23日）　西郷107（27日）
- 1963年1月 - 2月（昭和38年1月豪雪）
  - 金沢：1月22日 - 23日の2日間で降雪量96、1月27日に積雪181
  - 伏木：1月24日 - 25日の2日間で降雪量132、1月27日に積雪225
  - 福井：1月24日 - 26日の3日間で降雪量144、1月31日に積雪213
  - 境：74（1月27日）　94（2月2日）
  - 松江：62（1月26日）　83（2月3日）
  - 米子：72（1月16日）　80（2月4日）
  - 西郷：77（1月31日）　93（2月1日）
- 1965年12月17日：名古屋20　岐阜19　彦根35　舞鶴30　浜松0

### 1970年代
- 1971年2月4日：松江100　浜田20　境63　米子63
- 1977年2月17日 - 18日：金沢126　福井147　敦賀138　境55　八丈島2　三宅島0　伏木121　富山136　彦根45　舞鶴55　豊岡140　西郷68　米子51　鳥取105　宇和島20

### 1980年代
- 1981年1月（五六豪雪）：伏木154　富山160　金沢125　豊岡102　鳥取80（13日）　舞鶴48（14日）　敦賀196　福井196（15日）　西郷46（16日）
- 1982年1月17日：浜田53　松江36　広島11　呉4　松山2　萩17
- 1984年2月8日 - 10日（五九豪雪）：名古屋19　豊岡131　西郷36　敦賀113　富山122　彦根73　舞鶴83
- 1988年2月3日 - 4日：名古屋19　岐阜28

### 1990年代
- 1995年12月25日 - 26日：四日市53　京都14 など
- 1996年1月10日：岐阜48
- 1997年1月22日：宇都宮11　前橋2　熊谷1　四日市24　伊良湖5　八丈島2　京都15　大阪5　姫路6　津山23　岡山3　福山1　呉5　高知1　山口12

### 2000年代
- 2000年2月16日：名古屋16　岐阜22　浜松1　御前崎0　彦根43　舞鶴78　鳥取67
- 2002年1月3日：名古屋17　岐阜29　浜松0　八丈島0　呉1
- 2005年（平成18年豪雪）
  - 12月18日 - 19日：この時は瀬戸内海に流れ出た雲が四国山地で再発達し、太平洋側の高知市でも9cmの記録的大雪となっている。岐阜25　名古屋23　広島17 など
  - 12月22日 - 23日：岐阜32 名古屋13　広島12 など

### 2010年代
- 2010年2月4日 - 6日：新潟市付近で記録的大雪。新潟81（26年ぶり）
- 2010年 - 2011年（平成23年の大雪）
  - 12月31日 - 1月1日：山陰西部で記録的大雪。米子89　境72　松江56（40年ぶり）　鳥取53　京都9 など
  - 1月30日 - 31日：福井県で記録的大雪。福井119（25年ぶり）　大野187　今庄244
- 2012年2月2日（平成24年の大雪）：舞鶴87　彦根47　名古屋15 など
- 2014年12月17日 - 18日：名古屋23　広島8 など
- 2015年1月1日 - 2日：京都府南部では記録的大雪となった。京都22（61年ぶり）　福井56　豊岡42 など
- 2016年1月24日 - 25日（平成28年の大雪）：長岡95　伏木80
- 2017年
  - 1月14日 - 15日：三重県北部や西日本の広い範囲で大雪。三重県四日市市で1995年12月以来の記録的大雪。広島19　京都14
  - 1月23日 - 24日：山陰・北近畿・滋賀県湖東中心に記録的大雪。鳥取県智頭108　彦根60　鳥取57　米子45　松江39
  - 2月10日 - 12日：山陰・北近畿で再び記録的大雪。鳥取91　豊岡80
- 2018年（平成30年の大雪）
  - 1月10日 - 12日：北陸平野部、特に新潟県下越地方で記録的大雪。新潟80　伏木87
  - 2月5日 - 8日：北陸西部や山陰西部で記録的大雪。福井147（37年ぶり）　金沢87　境64　松江49

### 2020年代
- 2021年1月7日 - 10日（令和3年の大雪）：北陸平野部の広範囲で記録的大雪。高田249（35年ぶり）　富山128（35年ぶり）　福井107
- 2022年 - 2023年（令和5年の大雪）
  - 12月18日 - 20日：主に北陸平野部や山形、福島、秋田内陸南部を中心に記録的な大雪。新潟68　長岡101　柏崎88　下関93　肘折224　大井沢143　金山104　湯沢90　横手79 など
  - 1月24日 - 25日：主に西日本を中心に記録的な大雪。真庭93